# Betamax
Betamax (přezdívaný také jako Beta) je komerční analogový formát videozáznamu, který využívá magnetického záznamu. Byl vyvinut společností Sony a uveden na japonský trh 10. května 1975. Prvním videorekordérem využívajícím kazety Betamax se v USA stal model LV-1901, jenž obsahoval barevnou obrazovku s úhlopříčkou 19 palců (48 cm). V obchodech se objevil na počátku listopadu 1975.
Betamax byl přímou konkurencí kazetám VHS, které postupně ovládly trh a z Betamaxu učinily okrajové médium. Přesto se kazety vyráběly a prodávaly až do srpna 2002, kdy společnost Sony oznámila ukončení výroby všech jeho modelů. Sony pokračovala v prodeji zbývajících kazet až do března 2016.